# Nikolaevskij rajon (Kraj di Chabarovsk)
Il Nikolaevskij rajon (in russo Николаевский район?) è un rajon del Kraj di Chabarovsk, nella Russia asiatica, il cui capoluogo è Nikolaevsk-na-Amure. Istituito nel 1965, ricopre una superficie di 17.188 chilometri quadrati.